# Ionatana Ionatana
Ionatana Ionatana (ur. 5 listopada 1938 na Funafuti, zm. 8 grudnia 2000 tamże) – premier i minister spraw zagranicznych Tuvalu od 27 kwietnia 1999 roku aż do śmierci.
Ionatana zasiadał w piętnastoosobowym parlamencie Tuvalu od chwili uzyskania przez państwo niepodległości w 1978 roku aż do śmierci. W swojej karierze pełnił wiele funkcji państwowych. Był m.in. sekretarzem rządu, ministrem edukacji oraz ministrem pracy i komunikacji. Do jego największych sukcesów jako premiera (na stanowisku tym zastąpił Bikenibeu Paeniu) zaliczyć należy akcesję Tuvalu do ONZ (5 września 2000). Kawaler Orderu Imperium Brytyjskiego oraz Królewskiego orderu Wiktorii.